# Mit Przegranej Sprawy

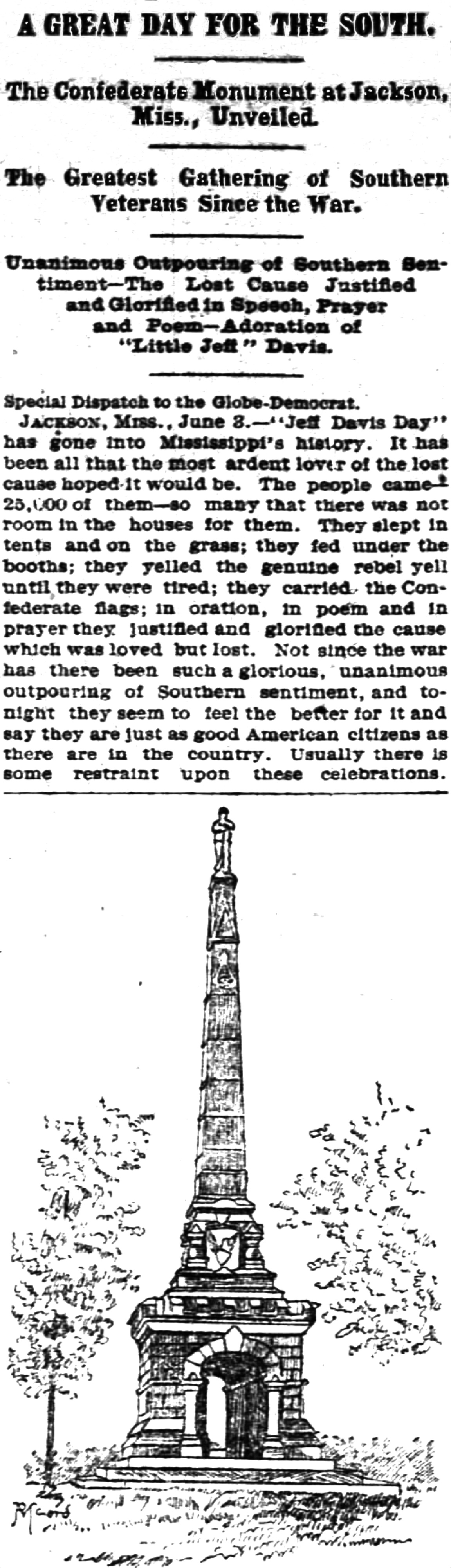
Artykuł z St. Louis Globe-Democrat dotyczący poświęcenia pomnika żołnierzom Konfederacji w Jackson w stanie Mississippi, czerwiec 1891 roku. W nagłówku wspomniano o „Przegranej Sprawie”.

Mit Przegranej Sprawy (ang. Lost Cause Myth, Lost Cause of the Confederacy, Lost Cause) – amerykański pseudohistoryczny mit o charakterze denialistycznym, który głosi, że wśród powodów dokonania secesji przez Skonfederowane Stany Ameryki i rozpętania wojny secesyjnej nie znajdowało się niewolnictwo albo odgrywało ono niszową rolę w obliczu innych przyczyn, uważanych za bardziej sprawiedliwe i szlachetne. Wykreowany został w 1866 roku i od tego czasu pełni ważną rolę w dyskursie politycznym dotyczącym kwestii rasowych, płciowych i religijnych na Południu USA.
Zwolennicy Mitu z reguły powołują się na kulturę honoru i etos rycerski przedwojennego Południa w swoich narracjach. Głoszą, że niewolnicy byli dobrze traktowani i zaprzeczają, że ich los był głównym powodem wojny, mimo że sami przywódcy Konfederacji jasno to wyrażali w swoich oświadczeniach (np. Cornerstone Speech). W zamian za to starają się oni przedstawić wojnę secesyjną jako obronę praw stanów oraz zło konieczne, potrzebne do ochrony ich rolniczej ekonomii i stylu życia przed rzekomą „północną agresją”. Tym samym zwycięstwo Unii przedstawiane jest jako efekt wyłącznie większego rozmiaru oraz potencjału przemysłowego Północy podczas, gdy strona konfederacyjna przedstawiana jest jako ta, która była lepsza pod względem moralnym i wojskowym. Współcześni historycy zdecydowanie nie zgadzają się z tą narracją, podkreślając przy tym, że niewolnictwo niezaprzeczalnie było główną przyczyną wybuchu wojny.
Jako najintensywniejsze okresy propagowania Mitu Przegranej Sprawy określa się przełom XIX i XX wieku, kiedy propagatorzy Mitu walczyli o zachowanie pamięci o umierających wtedy weteranach wojny secesyjnej i czas działalności ruchu praw obywatelskich (lata 50. oraz 60. XX wieku), w reakcji na rosnące społeczne poparcie dla równości rasowej. Poprzez takie akcje jak budowanie okazałych pomników ku pamięci konfederatów oraz pisanie zmanipulowanych książek historycznych organizacje promujące Mit Przegranej Sprawy (w tym United Daughters of the Confederacy i Sons of Confederate Veterans) starały się utrwalić wśród białych Amerykanów z Południa ich „prawdziwą” wersję historii wojny secesyjnej i tym samym zapewnić dalsze istnienie praw faworyzujących białych Amerykanów, takich jak prawa Jima Crowa. Pod tym względem biała supremacja jest centralną cechą narracji Mitu Przegranej Sprawy.